# Panoz Abruzzi
Panoz Abruzzi – studyjny supersamochód amerykańskiej firmy Panoz. Produkcja seryjna modelu Abruzzi miała ruszyć w 2011. Pierwsze zdjęcia pojawiły się w październiku 2010. Panoz zakładał, że powstanie maksymalnie 81 sztuk tego wozu. Do napędu miała posłużyć jednostka V8 pochodząca od Forda GT. W roku 2014 pojazd zniknął jednak z portfolio firmy, publikowanego na stronie www i brak jest doniesień o podjęciu produkcji.

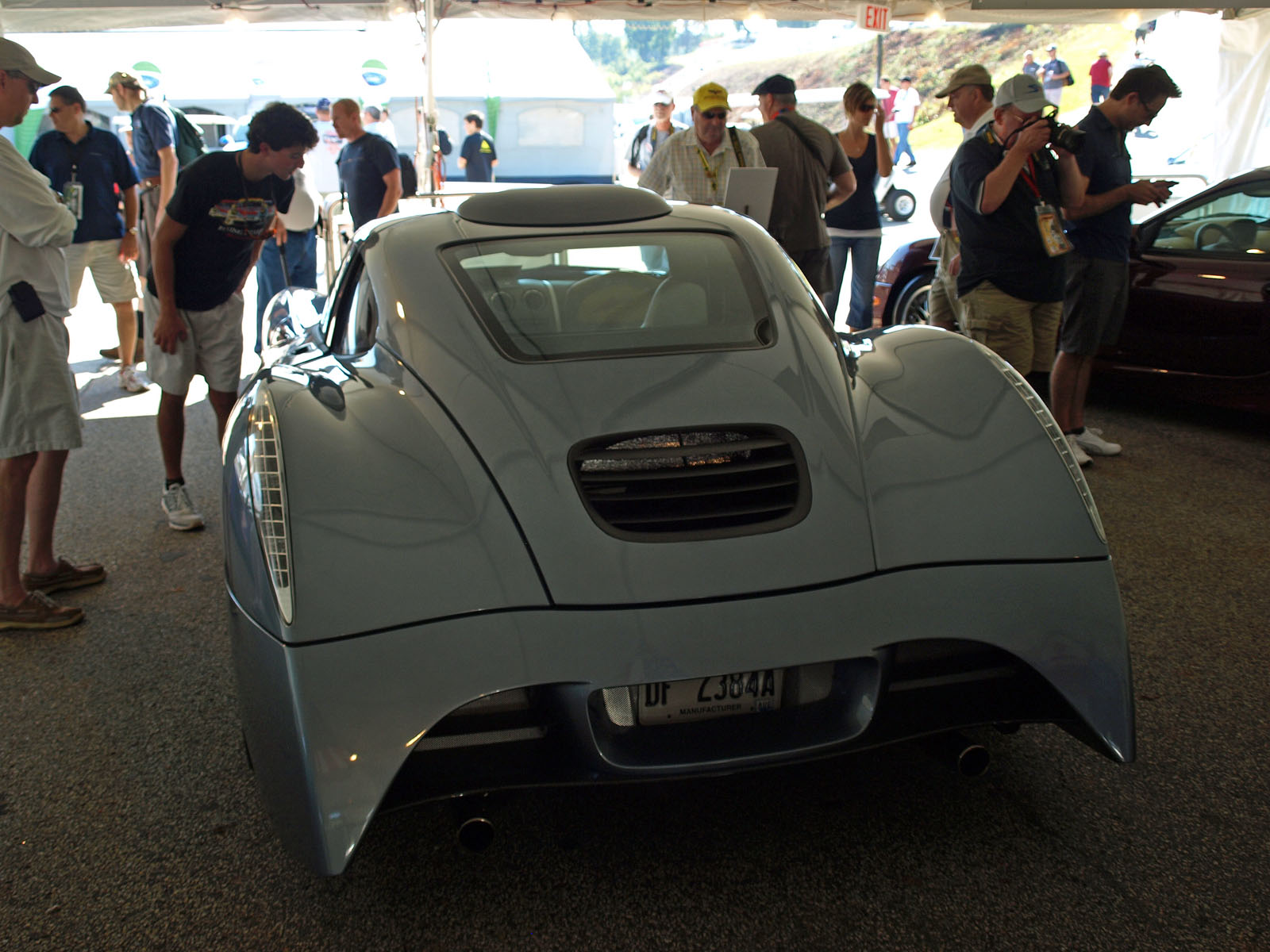
Tył Panoza Abruzzi

## Dane Techniczne
- Silnik: V8 6,2 l
- Moc Maksymalna: 650 KM przy 6500 obr./min